# Paombong
Paombong (Bayan ng Paombong) är en kommun i Filippinerna. Kommunen ligger på ön Luzon, och tillhör provinsen Bulacan. Folkmängden uppgår till 41 077 invånare.
Paombong är indelat i 14 barangayer.